# وشم هوآیکو
وشم هوآیکو (نام علمی: Rhynchotus maculicollis) نام یک گونه از سرده آغازی‌منقارها است.